# Sesimbra
Sesimbra là một huyện thuộc tỉnh Setúbal, Bồ Đào Nha. Huyện này có diện tích 196 km², dân số thời điểm năm 2001 là 37567 người.